# Arzviller
Arzviller [aʁzvilɛʁ] (deutsch Arzweiler) ist eine französische Gemeinde mit 523 Einwohnern (Stand 1. Januar 2022) im Département Moselle in der Region Grand Est (bis 2015 Lothringen). Sie gehört zum Arrondissement Sarrebourg-Château-Salins und zum Kanton Phalsbourg.
Bekannt ist der Ort durch das Schiffshebewerk Saint-Louis/Arzviller.

## Geografie
Arzviller liegt etwa neun Kilometer östlich von Sarrebourg auf der Wasserscheide zwischen Saar und Zorn. Das Gemeindegebiet wird von einem 2310 m langen Tunnel des Rhein-Marne-Kanals und der Eisenbahnstrecke Paris-Straßburg unterquert.

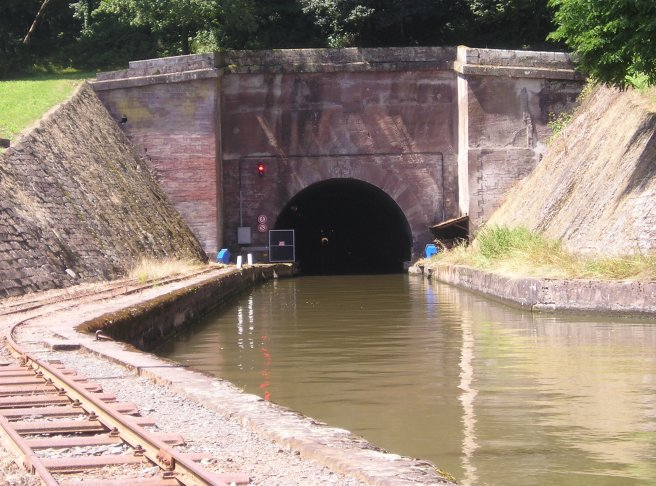
Einfahrt des Kanaltunnels Arzviller
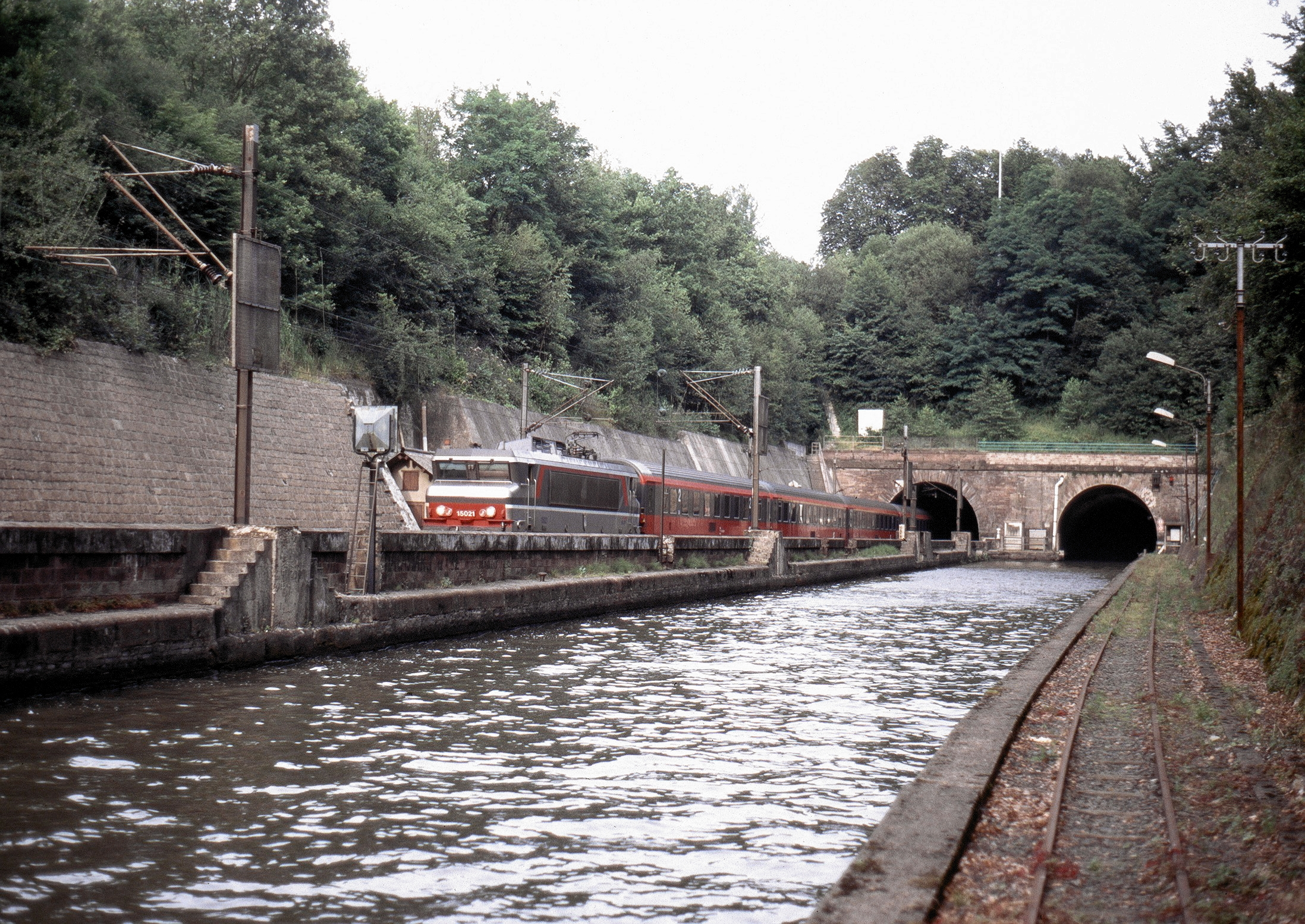
Westlicher Tunnelmund des Kanals mit Bahnstrecke Paris–Strasbourg und Gleis der Treidelbahn
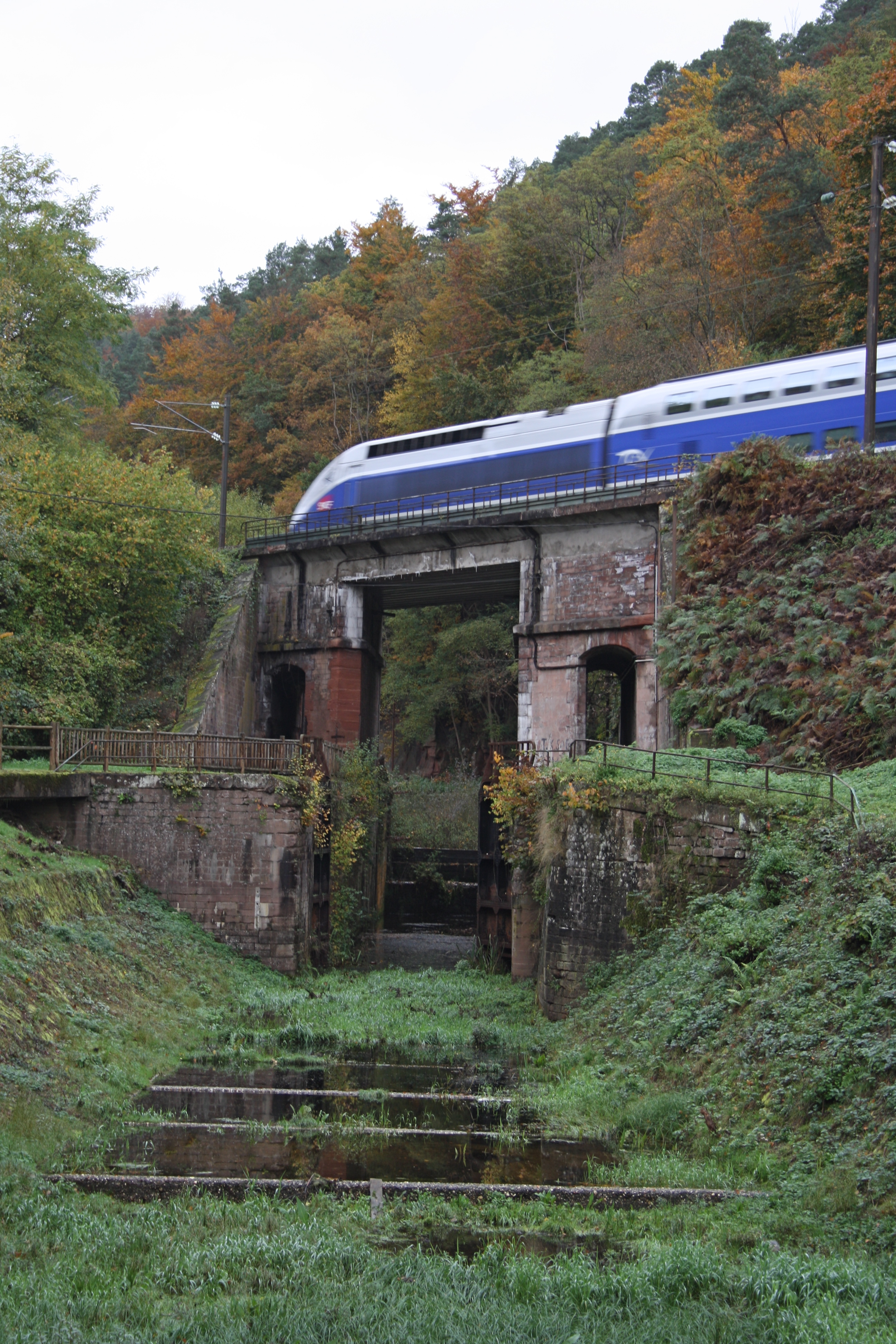
Bahnbrücke über der ehemaligen Schleuse 14 der Schleusentreppe Arzviller des Rhein-Marne-Kanals

## Geschichte

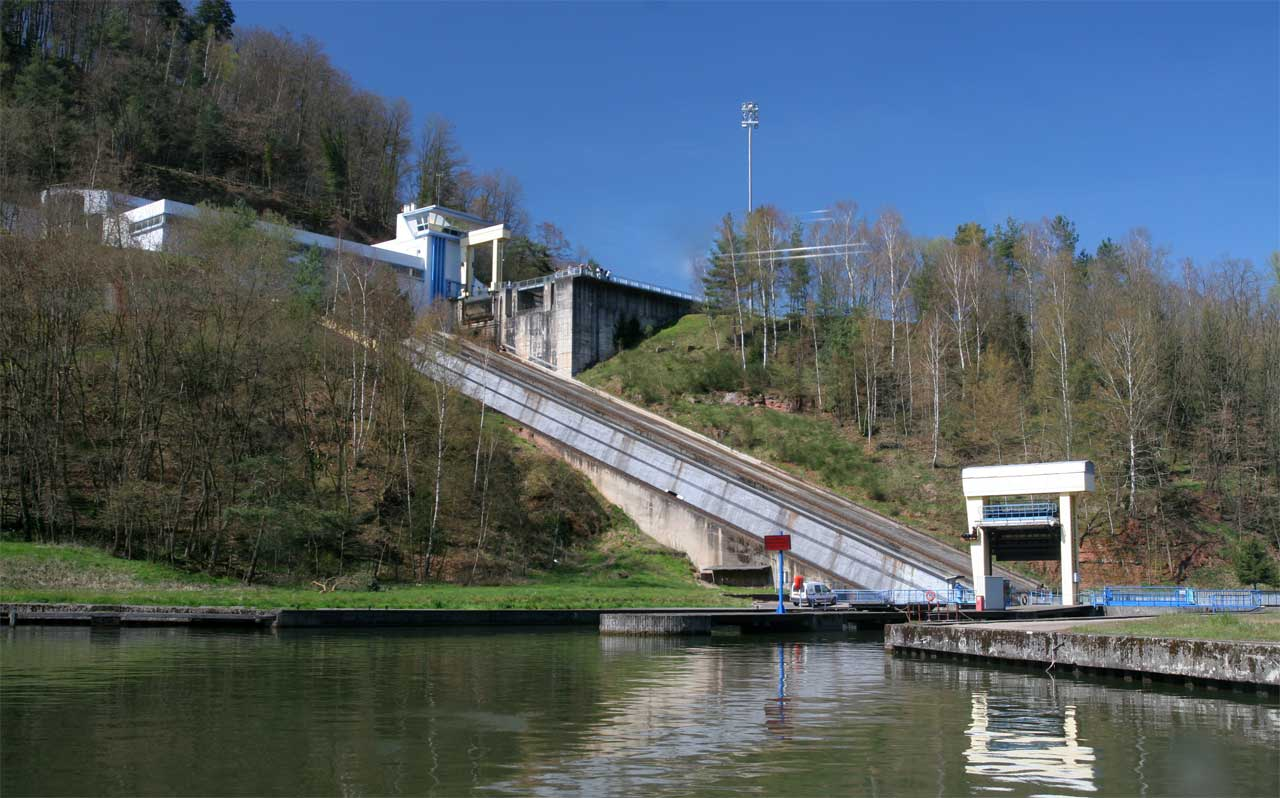
Schiffshebewerk Saint-Louis/Arzviller

Der Ort gehörte ab 1661 zu Frankreich, wurde dann mit dem Frieden von Frankfurt 1871 durch Deutschland annektiert und in das neugeschaffene Reichsland Elsaß-Lothringen eingegliedert. Nach dem vom Deutschen Reich verlorenen Ersten Weltkrieg fiel Arzviller wieder an Frankreich zurück. In der Zeit des Zweiten Weltkriegs war die Region wie der größte Teil Frankreichs von Deutschland besetzt.
| Jahr      | 1962 | 1968 | 1975 | 1982 | 1990 | 1999 | 2009 | 2019 |
| --------- | ---- | ---- | ---- | ---- | ---- | ---- | ---- | ---- |
| Einwohner | 520  | 507  | 486  | 544  | 508  | 516  | 526  | 537  |

## Sehenswürdigkeiten
- Schiffshebewerk Saint-Louis/Arzviller: weltweit einziges Schiffshebewerk nach dem Prinzip des Schrägaufzugs mit quer angelegtem Trog
- Schleusentreppe Arzviller

## Verkehr

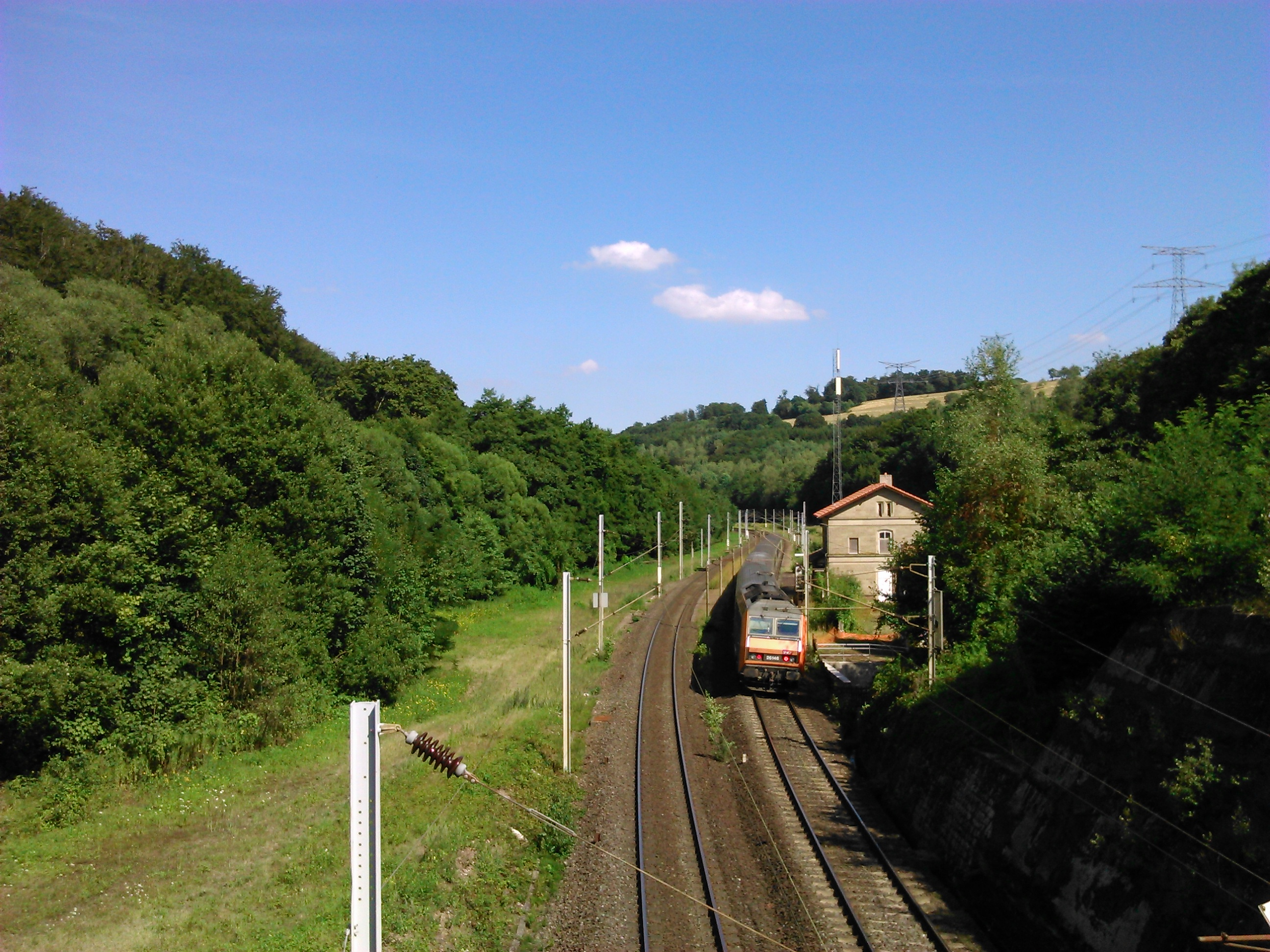
Durchfahrender Zug am ehemaligen Bahnhof

Arzviller hatte einen Bahnhof an der Bahnstrecke Paris–Strasbourg, die in diesem Abschnitt 1851 eröffnet wurde. Angelegt wurde er zur Zeit der Zugehörigkeit des Elsass zum Deutschen Kaiserreich im Jahr 1878 durch die Reichseisenbahnen in Elsaß-Lothringen. Noch in der Mitte der 1970er Jahre hielten dort Regionalzüge und ein Schnellzug, in den frühen 1980er Jahren wurde der Bahnhof geschlossen.

## Persönlichkeiten
- Peter Reheis (1739–1804), Barockbaumeister